# Verticale programmering
Verticale programmering is een manier van programmering bij televisie- en radio-uitzendingen waarbij de aandacht of interesse van kijkers of luisteraars zo lang mogelijk aaneensluitend wordt vastgehouden. Hierbij worden gelijkaardige programma's aansluitend geprogrammeerd om een vast publiek te creëren. Het doel is een zo hoog mogelijke luister- of kijkdichtheid te halen voor alle in het blok opgenomen radio- of televisieprogramma's. Een gebruikte strategie bij verticale programmering is de aandacht van de kijker of luisteraar met een programma voor een dat van een concurrerende zender vast te houden, zodat het publiek minder meer is geïnteresseerd in het programma van de concurrerende zender.
De programma's worden bij horizontale programmering daarentegen iedere dag op dezelfde tijd uitgezonden.